# Ferenc Rudas
Ferenc Rudas (Budapest, 6 de julio de 1921-ibídem, 11 de febrero de 2016) fue un futbolista húngaro que jugaba en la demarcación de defensa.

## Selección nacional
Jugó un total de 23 partidos con la selección de fútbol de Hungría. Debutó el 6 de junio de 1943 en un partido amistoso contra Bulgaria que finalizó con un resultado de 2-4 a favor del conjunto húngaro. Su último partido con la selección lo jugó el 20 de noviembre de 1949 contra Suecia, ganando por 5-0.

### Goles internacionales
| # | Fecha                    | Estadio                                   | Oponente | Gol | Resultado | Competición |
| - | ------------------------ | ----------------------------------------- | -------- | --- | --------- | ----------- |
| 1 | 19 de agosto de 1945     | Albert Flórián Stadion, Budapest, Hungría | Austria  | 1–0 | 2-0       | Amistoso    |
| 2 | 30 de septiembre de 1945 | Albert Flórián Stadion, Budapest, Hungría | Rumania  | 4–1 | 7–2       | Amistoso    |
| 3 | 30 de octubre de 1949    | Estadio Ferenc Szusza, Budapest, Hungría  | Bulgaria | 3–0 | 5-0       | Amistoso    |

## Clubes
| Club            | País    | Año         | Partidos | Goles |
| --------------- | ------- | ----------- | -------- | ----- |
| Ferencvárosi TC | Hungría | 1938 - 1954 | 276      | 25    |

## Palmarés

### Campeonatos nacionales
| Título          | Club            | País    | Año  |
| --------------- | --------------- | ------- | ---- |
| NB1             | Ferencvárosi TC | Hungría | 1949 |
| Copa de Hungría | Ferencvárosi TC | Hungría | 1942 |
| Copa de Hungría | Ferencvárosi TC | Hungría | 1943 |
| Copa de Hungría | Ferencvárosi TC | Hungría | 1944 |